# Cerkev sv. Sofije, Ohrid
Cerkev svete Sofije (makedonsko Црква Света Софија, latinizirano: Crkva Sveta Sofija) je cerkev v Ohridu v Severni Makedoniji. Cerkev je eden najpomembnejših spomenikov Severne Makedonije, ki hrani arhitekturo in umetnost iz srednjega veka.

## Zgodovina
Sedanja cerkev je bila zgrajena na temeljih metropolitanske stolnice, ki so jo v prvem desetletju 6. stoletja porušili med barbarskimi vpadi, ki so v to regijo pripeljali zgodnje Slovane. Naslednja cerkev je bila zgrajena v času Prvega bolgarskega cesarstva, po uradni spreobrnitvi v krščanstvo. Nekateri viri datirajo gradnjo cerkve v čas vladavine kneza Borisa I. (852–889). V bistvu je bila obnovljena v zadnjem desetletju 10. stoletja kot patriarhalna stolnica v obliki kupolaste bazilike, po zamenjavi prestolnice Bolgarije v Ohrid, v času vladavine carja Samuela Bolgarskega, ko je bila cerkev sedež Bolgarskega patriarhata, avtokefalni patriarhat. Kasneje je postala sedež ohridske nadškofije, pod carigrajskim patriarhatom, kar je ostala do 18. stoletja.
Med vladavino Osmanskega cesarstva je bila spremenjena v mošejo. V notranjosti cerkve so ohranjene freske iz 11., 12. in 13. stoletja, ki predstavljajo nekatere najpomembnejše dosežke bizantinskega slikarstva tistega časa. Glavni del cerkve je bil zgrajen v 11. stoletju, zunanje dodatke pa je v 14. stoletju zgradil nadškof Gregor II.
Novembra 2009 je Makedonska pravoslavna cerkev sprejela nov grb s cerkvijo sv. Sofije kot polnilo na ščitu.
Na hrbtni strani makedonskega bankovca za 1000 denarjev, izdanih v letih 1996 in 2003, je upodobljen detajl iz cerkve.

### Sodobna zgodovina
Takoj po drugi svetovni vojni so bili sprejeti ukrepi za ohranitev tega spomenika pred nadaljnjim propadanjem. Leta 1949 se je začelo čiščenje fresk, ki so jih prebelili Osmani. Hkrati je potekalo njihovo kopiranje za razstavo »Srednjeveška umetnost narodov Jugoslavije«, ki je bila v palači Chaillot v Parizu.
Med sistematičnim delom, ki so ga vodili strokovnjaki Zavoda za varstvo kulturnih spomenikov Makedonije, ki se je začelo leta 1951 in končalo po šestih letih, so bile vse freske odkrite in zaščitene pred nadaljnjim propadanjem. Z južne stene so bile odstranjene po najnovejših konservatorskih metodah v Italiji.
S pomočjo posebnih okvirjev so jih vrnili na svoja mesta. Ta odstranitev fresk je bila nujna, da se ne bi poškodovale pri obnovi južne stene, ki je bila nagnjena za 60 cm, zato je obstajala nevarnost, da se zruši. Obnova obzidja je bila izvedena leta 1953 na najsodobnejši način.
Freske so očistili in konservirali, poleg tega pa so izvedli arhitekturna dela. Poslikava te cerkve je bila najvišjega obsega v srednjeveškem slikarstvu v Makedoniji in širše. To je čas, ko je bil Ohrid pod neposredno oblastjo carigrajskega patriarhata. Gre za najpomembnejše ohranjene dele bizantinskega monumentalnega slikarstva. Utemeljitelj slikarstva, nadškof Leon, eden najbolj izobraženih ljudi tistega časa, je neposredno vplival na izbor kompozicij, ki so nastale v 11. stoletju.
Notranjost cerkve je ohranjena s freskami iz 11., 12. in 13. stoletja, ki predstavljajo vrhunec bizantinskega slikarstva tistega časa. Glavni del cerkve je bil zgrajen v 11. stoletju, zunanji dodatki pa so bili zgrajeni po ukazu nadškofa Gregorja I. v 14. stoletju.

## Freske
Na spodnjih ploskvah vseh delov v oltarnem prostoru je razporejenih več kot šestdeset poslikanih likov najvidnejših patriarhov, škofov in diakonov. Najštevilčnejše in najvidnejše mesto, v osrednjem delu oltarja, so podobe poglavarjev carigrajskega patriarhata: sv. Basilija Velikega, sv. Janeza Zlatoustega in sv. Gregorja Niaziškega, naslikane v spodnjem registru, med okni glavne apside.
V stranskem prostoru diakonika so naslikani liki šestih rimskih papežev; to odraža odnos med carigrajsko in rimsko cerkvijo pred razkolom leta 1054. Takrat je moral ustanovitelj Leon predvideti tudi rimske papeže, saj so bili skupnost, čeprav so se že leta 1025 začeli spori med Konstantinoplom in Rimom. Od teh rimskih papežev so bili doslej identificirani le štirje. To so Klemen, Gregor, Silvester in soimenjak ustanovitelja Leon. Po znanstvenih spoznanjih je samo v Hagiji Sofiji, v največji galeriji nadduhovnikov na svetu, skupaj naslikanih šest rimskih papežev, takšnega primera pa v bizantinski umetnosti in umetnosti slovanskih dežel niso poznali.
V manjšem številu so tukaj zastopani tudi predstavniki aleksandrijskega, jeruzalemskega in antiohijskega patriarhata, ciprske nadškofije in starih uglednih maloazijskih škofij. Med temi dostojanstveniki so liki slovanskih prosvetiteljev — sv. Cirila Filozofa, sv. Metoda in njunega učenca sv. Klimenta Ohridskega − na južni steni diakonika.
- Freske iz sredine 11. stoletja
- Devica s Kristusom, iz oltarne apside.
- Služba sv. Bazilija.
- Kristusov vnebohod.
- Fragment Kristusovega vnebohoda.
- Fragment Kristusovega vnebohoda.

## Galerija
- Pogled na cerkev iz zraka
- Zahodna stran cerkve
- Narteks svete Sofije
- Stropne freske v cerkvi sv. Sofije
- Bizantinski grški napis na zunanjosti, gledano z zadnjega dvorišča
- Sveta Sofija in njena okolica leta 1863
- Tloris Cerkve